# Kuh-e Bandaka
Der Kuh-e Bandaka ist ein 6843 m (nach anderen Quellen 6812 m) hoher Berg in der Provinz Badachschan im Nordosten Afghanistans.

## Lage
Der Kuh-e Bandaka ist einer der höchsten Berge des Hindukusch und der höchste Berg Afghanistans. Er liegt nordöstlich von Kabul und ist durch einen verhältnismäßig niedrigen Pass vom Hauptmassiv des Hindukusch, das sich im östlichen Afghanistan und in Pakistan befindet, getrennt. 
Zu dem Gebirgsstock gehören weitere Gipfel, wie beispielsweise der Kuh-e-Bandaka Tawika (6130 m), der Kuh-e-Bandaka Uris (6010 m) oder der Kuh-e-Akher Sakhi (5170 m), die im Zuge der Eisenerzer Hindukusch-Expedition 1965 von Adolf Huber, Johann Seitner, Horst Loder und Helmut Wöger erstbestiegen wurden.

## Besteigungsgeschichte
Seine Erstbesteigung gelang am 22. September 1960 durch Wolfgang von Hansemann, Dietrich Hasse, Siegbert Heine und Johannes Winkler.
1965 gelang Adolf Huber, Johann Seitner, Horst Loder und Helmut Wöger im Zuge der Eisenerzer Hindukusch-Expedition die dritte Besteigung.